# Гетто в Гродно
Гетто в Гро́дно (ноябрь 1941 — 12 марта 1943) — еврейское гетто, место принудительного переселения евреев города Гродно в процессе преследования и уничтожения евреев во время оккупации территории Белоруссии войсками нацистской Германии в период Второй мировой войны.

## Оккупация Гродно и создание гетто
В 1931 году 42,6 % жителей Гродно (18 697 (20 931) человек) составляли евреи. В 1937 году город был уже наполовину еврейский — 30 000 из 60 000 жителей, и такая же численность евреев сохранилась к 1941 году. По данным оккупационных властей, на 29 июля 1941 года в Гродно находились 18 560 евреев.
Гродно находился под немецкой оккупацией 3 года и 1 месяц — с 23 (24) июня 1941 года до 16-24 (14) июля 1944 года. Силы вермахта захватили Гродно за один день, в городе не прекращалась паника, время для бегства было упущено: «…даже тех евреев, которые успели бежать, немцы догнали — настолько быстро они двигались. И евреи вернулись обратно…».
К евреям сразу были применены «санкции» — ограничения. Ещё до создания гетто им под страхом смерти приказали носить особые отличительные знаки — белые нарукавные повязки с синей «звездой Давида», которые затем в гетто были заменены на шестиконечные жёлтые звёзды, нашитые спереди и сзади. Евреям разрешили ходить только по проезжей части и только по одному, им запрещалось появляться на рынке, заходить в парки, кинотеатры и театры. Каждый еврей, увидев немца или полицая, уже издалека обязан был снять свой головной убор.

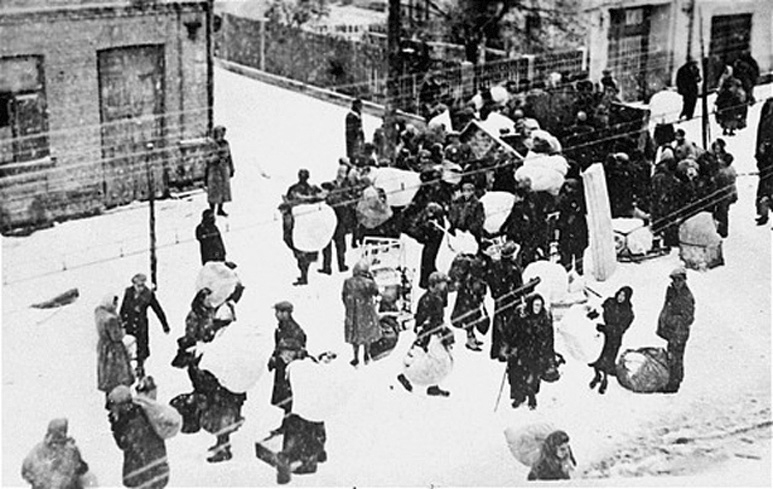
Переселение евреев Гродно в гетто. Ноябрь 1941.

Немедленно после оккупации всех евреев в возрасте от 16 до 60 лет обязали ежедневно утром являться на указанное место для распределения на принудительные работы, и затем их как рабов разбирали все желающие. 15 октября 1941 немцы ужесточили условия для евреев: работать были обязаны мужчины от 14 до 60 лет, и женщины от 14 до 55 лет. На работе евреев не кормили и ничего не платили. За малейшую «провинность», даже за желание просто разогнуть спину, избивали и даже убивали. Евреев убивали и в случае любого происшествия, потому что считалось, что «всегда и во всем виноваты евреи». Однажды немцы загнали группу евреев в Неман и не давали им выйти, пока они не утонули.
В начале июля 1941 года в Гродно прибыл отряд карателей для уничтожения ведущих представителей интеллигенции еврейской общины — педагогов, художников, врачей, юристов и музыкантов. Был составлен список и 5 июля 1941 года немцы и коллаборационисты вывезли за город и убили 80 человек — самых авторитетных и образованных членов общины, кто потенциально мог организовать или возглавить сопротивление.
Для организации исполнения указаний нацистов в еврейской общине в июле 1941 года в Гродно был создан юденрат. В его состав вначале были включены 10 человек, а потом их число нацисты увеличили до 24. Во главе юденрата оккупанты поставили бывшего директора гимназии и преподавателя школы «Тарбут» Давида Бравера (Brawer).
В сентябре 1941 года нацисты начали организовать в Гродно 2 гетто (примерно в двух километрах одно от другого), которые заняли площадь около 1,5 гектаров (улица Иерусалимская (современная улица Антонова) и район улицы Большая Троицкая). Разделение на 2 гетто было сделано немцами с целью облегчить себе в дальнейшем уже запланированное уничтожение гродненских евреев: в гетто № 1 согнали квалифицированных рабочих, в гетто № 2 — «непродуктивных» евреев.
Гетто № 1 было создано в центральной части города, в «Старом городе», недалеко от замка и вокруг Большой синагоги, — на улицах Скидельской и Переца, в районе Скидельской площади, а его центральный вход находился со стороны улицы Замковой (переименованной немцами в Burg Strasse). На площади меньше половины квадратного километра оно вместило 15 000 узников и просуществовало с ноября 1941 года по март 1943 года. Гетто было окружено 2-метровым забором.

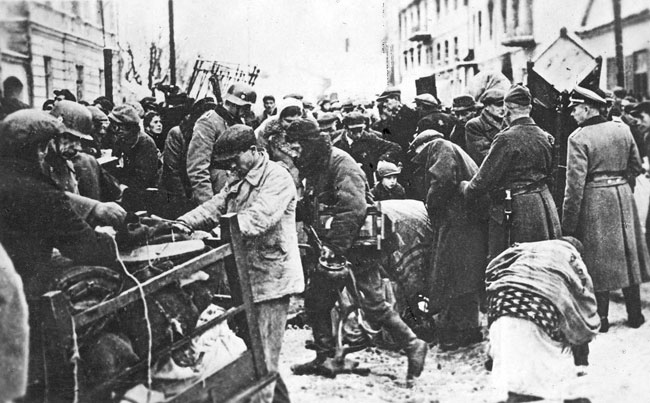
Немцы сгоняют евреев Гродно в гетто. Ноябрь 1941.

Гетто № 2 было организовано за железнодорожными путями в районе улицы Переца (бывший пригородный район Слободка), рядом со старыми казармами возле рыночной площади. Это гетто занимало бо́льшую площадь, чем гетто № 1, но его жилые строения были в гораздо более худшем состоянии. Туда были согнаны 10 000 евреев, которым дали только 6 часов, чтобы переселиться без использования транспортных средств, в результате тысячи евреев в панике ломились в ворота гетто. Гетто было окружено забором вдоль улицы Скидельской. Вход в гетто находился на улице Артиллерийской (переименованной немцами в Kremer Strasse). Гетто № 2 было уничтожено к маю 1943 года.
2 ноября 1941 года формирование обоих гетто было завершено и все евреи города оказались внутри них. За укрывательство евреев полагался расстрел. Начальником гетто № 1 стал Курт Визе (Kurt Wiese), гетто № 2 — Отто Стреблев. Оба любили лично расстреливать евреев, и из показаний свидетелей известно, что Визе два раза в день менял свою одежду, потому что она промокала от крови.

## Условия в гетто
Условия жизни в Гродненском гетто были чрезвычайно тягостны, унизительны и бесчеловечны. По свидетельству выжившего Хаима Шапиро: «Надели желтые звезды Давида спереди и сзади. Ходили только по проезжей части. Плевали на нас, могли убить, если немец поймает. И поляки тоже издевались страшно. Мы были люди вне закона. Бывало, встанешь утром, идешь и смотришь — повешенные на балконах…». Однако узники этого гетто голодали относительно меньше, чем во многих других гетто, и были убиты позже, потому что гитлеровцы включили Гродно в состав нацистской Германии — рейхскомиссариата Остланд («Восточные земли»). Люди, ежедневно рискуя жизнью, ухитрялись менять вещи и пожитки на хоть какие-то продукты.
В обоих гетто были введены хлебные карточки, по которым евреи получали около 200 граммов хлеба в день за небольшую плату. Юденрат иногда, по особым случаям, доставлял в гетто немного конины. В подвале Большой синагоги удалось создать запас картофеля, который тоже понемногу распределялся юденратом среди узников.

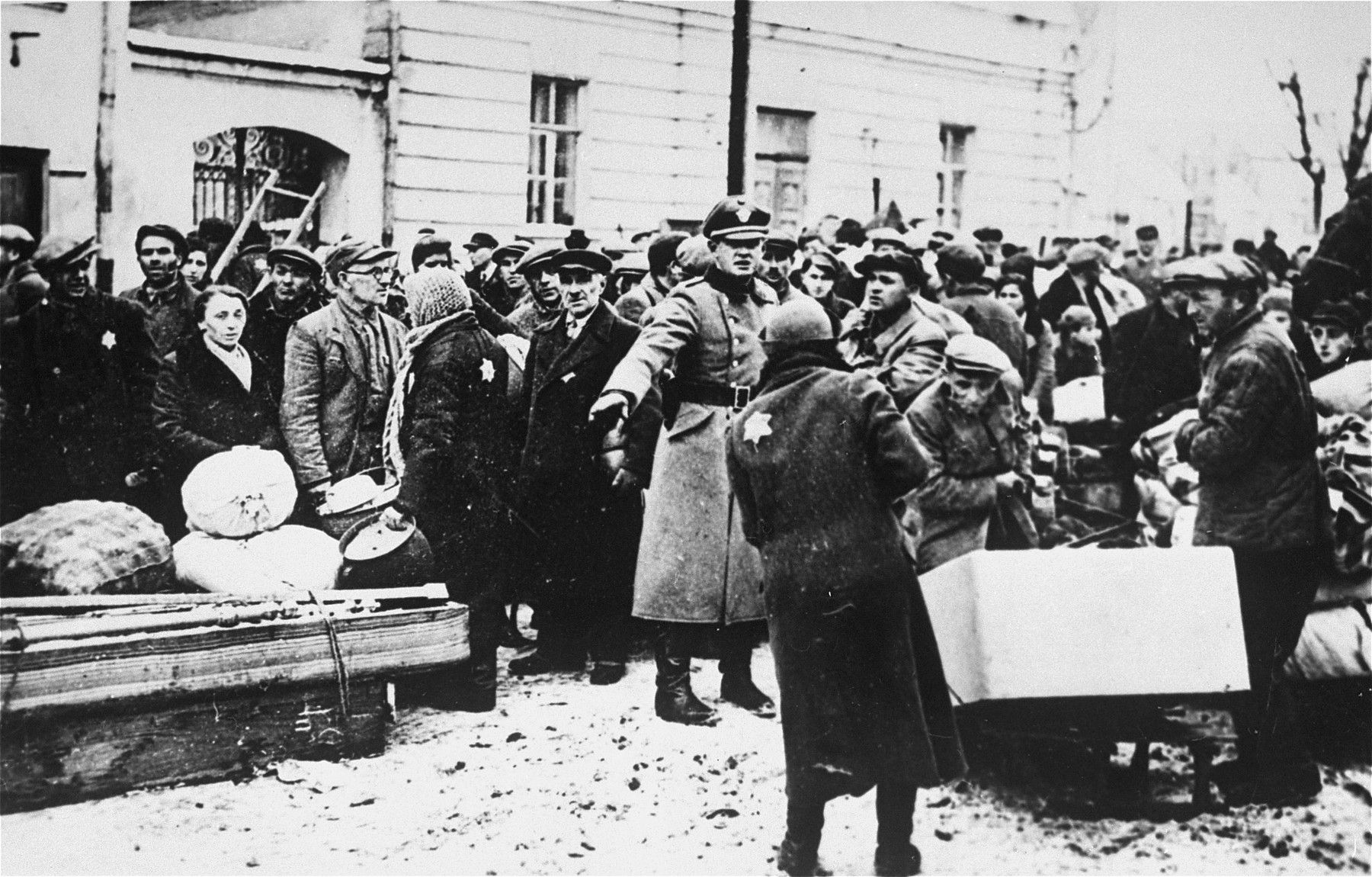
Евреи в Гродненском гетто

В первые месяцы существования гетто убийства не были основной причиной смертности узников — большая часть умерших в этот начальный период существования гетто евреев или покончили с собой от ужаса безысходности или скончались от болезни. Особенно много умирало детей, чей организм не выдерживал условий существования в гетто. По словам выжившей узницы Франи Бройде: «Немцы добились своей цели. Физически и душевно сломали евреев. Подчинили их полностью. Забрали имущество и способность рассуждать. Апатия, усталость, безнадёжность, овладевшие евреями, облегчили немцам процесс уничтожения».
Евреев заставили жить в настолько страшной тесноте, что многим негде было лечь, и они спали сидя. По этой причине в декабре 1941 года нацисты были даже вынуждены переместить часть узников из гетто № 1 в менее плотно заселённое гетто № 2.
Доктор Клингер из Лодзи до войны написал и издал книгу «О сексуальной жизни немцев и их извращениях». Немцы узнали, что он находится в гетто № 2, нашли его, многократно избивали, однако временно оставили в живых, вынудив оказывать им помощь при венерических заболеваниях.

## Уничтожение гетто
Всего за время существования обеих гетто в Гродно через них прошло около 42 000 евреев, из которых примерно 20 600 погибло.
Убийства евреев в самом городе происходили на территории городской тюрьмы, в доме по улице Коминтерна, форте № 2, у Большой синагоги (там обычно расстреливали больных и раненых евреев) и в других местах. Более 1000 узников были расстреляны на старом еврейском кладбище. Кроме расстрелов и смерти от избиений, евреи умирали от изнурительно-убийственного труда, голода и антисанитарии, вызывавшей болезни и эпидемии.

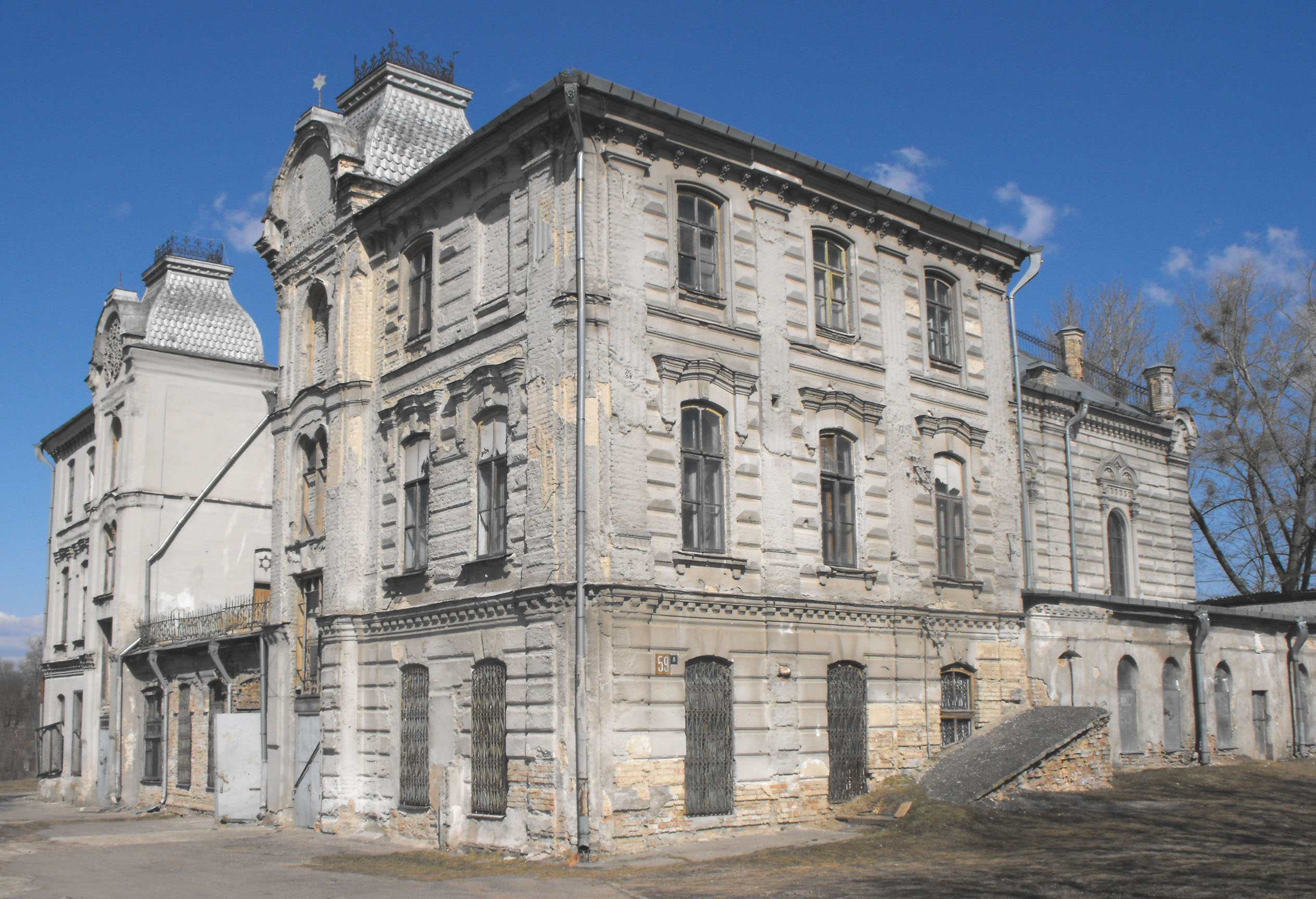
Большая хоральная синагога в Гродно, во время войны находилась на территории Гродненского гетто. Часто являлась местом сбора евреев перед отправкой в концлагеря, также возле неё расстреливали узников гетто.

1 ноября 1942 года гитлеровцы начали отправлять евреев из гетто и близлежащих местечек в пересыльный (транзитный) лагерь Колбасино, и со 2 ноября 1942 года оба гетто были окружены и заблокированы охраной. Большинство узников из лагеря Колбасино далее были отправлены в вагонах для скота в концентрационные лагеря Освенцим и Треблинка и погибли там; первый транспорт с гродненскими евреями прибыл в Освенцим 18 ноября 1942 года.
Немецкой гражданской администрацией документально зафиксировано, что до 1943 года из Гродно вывезли 20 577 евреев. Кто-то из них остался в лагере Колбасино, кто-то — в лагеря смерти в Польше. В Шталаг-353 к осени 1942 года пригоняли только евреев, а по некоторым сведениям, в декабре 1942 года в этот лагерь привезли около 30 000 евреев из местечек Белостокского округа (Гродненской и Белостокской областей Беларуси), из которых около 27 000 человек в течение недели вывезли и убили, а 3000 перевели в Гродненское гетто № 1 и уничтожили позднее.
12 февраля 1943 года начальник гетто № 1 Визе приказал юденрату выделить 400 человек якобы для работы за пределами гетто. 13 февраля отобранных людей (среди них — все мужчины из гетто) загнали в Большую синагогу, пытавшихся бежать расстреливали на месте. Работников юденрата и квалифицированных рабочих отделили и расстреляли; председателя юденрата Бравера застрелил лично Визе. Оставшихся в живых 2500 человек гнали колонной из гетто к железнодорожной станции по улице Бригитской и увезли в лагерь смерти Треблинка (от Гродно всего 150—160 километров). Уничтожив весь состав юденрата, гестаповцы убили начальника еврейской полиции гетто Серебрянского.
К 12 марта 1943 года Гродненское гетто было уничтожено, немногих уцелевших узников вывезли в Белостокское гетто (но ещё и в мае 1943 года вылавливали и убивали отдельных евреев). Гродно, по немецким донесениям от 13 марта 1943 года, стал «юденфрай» — «свободен от евреев», хотя на момент освобождения Гродно 14 июля 1944 года в городе ещё были живы от 40 до 50 евреев.
Бригада белорусов искала ценности в уже ликвидированном гетто, тщательно выстукивая стены и полы. Очень ценились находки живых евреев — за каждое обнаруженное убежище («малину») немцы щедро платили.
Евреев, убитых в городе, захоранивали в крепостных рвах 12 фортов Гродно и в оврагах. С целью сокрытия следов преступлений, с весны 1944 года нацисты стали заставлять оставшихся в живых евреев и военнопленных маскировать места массовых убийств — разравнивать надмогильные холмы, высаживать на их поверхности цветники и овощи (так было сделано во дворе тюрьмы). На кладбищах Гродно, Колбасино, Лососно, форта № 2 и в других местах тела убитых выкапывали и сжигали. Городская комиссия содействия ЧГК СССР в акте от 26 июня 1945 года установила, что места массовых захоронений имели размеры 2-6 м в ширину и 50-100 м в длину, а убитых укладывали до семи рядов в глубину.

## Организаторы и исполнители убийств
Сохранились задокументированными некоторые имена организаторов и исполнителей «акций» (таким эвфемизмом немцы предпочитали называть организованные ими массовые убийства): комиссар Гродненского уезда фон Плетц, начальник гестапо Эфрелис (Эррелис), его заместитель Шоп (Шор), комендант гетто № 1 Визо (был отличным стрелком — любил стрелять в узников гетто, не вынимая пистолет из кармана, и попадал им в голову), комендант гетто № 2 Стрельбов, начальник городской тюрьмы Шедель, начальник жандармерии Вороновского района Раймунд. По свидетельству Марии Волтрык, уборщицы в гестапо: «Почти каждый день приходилось мыть комнаты от крови, все полы, двери, печь были забрызганы кровью, такие случаи повторялись даже дважды в день. Сами Визо, Штрейбле и др. при криках истязаемых смеялись, постоянно пьяные. Приходили утром на работу после оргии, ставили арестованных к стенкам и стреляли так, что пули падали на несколько мм от головы арестованного. Очень издевались над евреями, которые работали там целыми днями… — всех ужасов не перечислишь».
Комендант гетто № 1 гестаповец Курт Визе через много лет после войны был найден и арестован с помощью Центра Симона Визенталя, в 1967 году был осуждён на 7 пожизненных заключений, но с помощью подпольной нацистской организации бежал и более не был пойман. По другим данным, 24 марта 1986 года он был освобождён из тюрьмы города Шверте по состоянию здоровья. Курт Визе скончался 21 октября 1987 года в Альтене в возрасте 73 лет. 

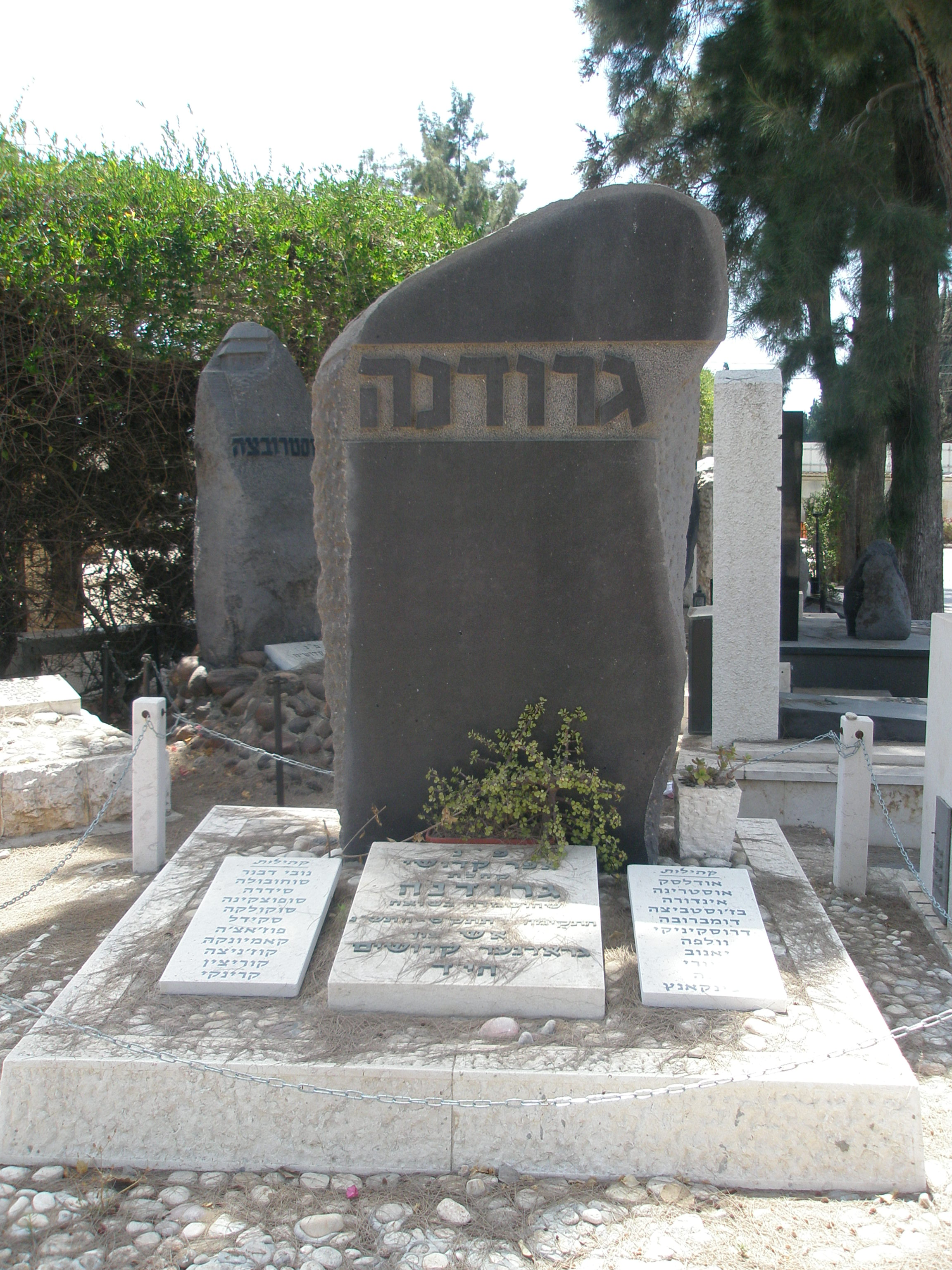
Камень в память убитых во время Катастрофы евреев Гродно на кладбище «Кирьят Шауль» в Тель-Авиве

## Сопротивление
В начале 1942 года в Гродненском гетто была создана организация сопротивления. В гетто действовала группа инженера по прозвищу «Кувадла», члены которой изготавливали самодельные гранаты и бутылки Молотова — для самообороны и передачи партизанам. Подпольщиками была предпринята неудачная попытка ликвидировать комендантов гетто.
Множество свидетелей рассказали о героическом поступке Ленки Пренской, которая перед казнью за попытку бегства из гетто, уже с петлёй на шее, плюнула в лицо коменданту Визе и сказала ему: «Твой конец будет хуже».

## Случаи спасения и «Праведники народов мира»
Многие евреи бежали в леса, но, как правило, партизаны-неевреи их не принимали. По этой причине некоторые из беглецов были вынуждены из-за голода и холода вернуться в гетто. Некоторым бывшим узникам гетто удавалось организовать собственные партизанские отряды.
Биньямин Котлер перед окончательной ликвидацией гетто вывез жену, дочку и ещё несколько человек в бочке из-под экскрементов и спрятал их на христианском кладбище, где они больше года прятались в яме — и выжили.
В Гродно 18 человек были удостоены почетного звания «Праведник народов мира» от израильского Мемориального комплекса Катастрофы и героизма еврейского народа «Яд Вашем» «в знак глубочайшей признательности за помощь, оказанную еврейскому народу в годы Второй мировой войны».
- Цивинская Кристина и Юрковская (Цивинская) Данута — ими были спасены Ильин Эфраим и его дочь Белла[44];
- Мартинек Генрих и Галина — ими была спасена Гершович Мирьям[45];
- Сорока Тадеуш — им были спасены Липшиц Гершль, Шнайдер Лютек, Нусбаум Лиза и Берусек, Деречинский Арон[46];
- Воланские Валериан и Эмилия — ими был спасен Майзель Богуслав[47];
- Янулевич Болеслав-отец, Болеслав-сын, Бабаровская (Янулевич) Леокадия — ими были спасены Грозальские Лейзер и Сима[48];
- Неведзкая София-мать, София-дочь, Ирена — ими была спасена Стажевская Эстер[49];
- Кучинский Александр и Кристина — ими был спасен Рабинович Иегуда[50];
- Наумюк Александр, Надежда, Петр — ими был спасен Зарецкий Иона[51];

## Память
Из более чем 30 000 евреев, живших в Гродно до Катастрофы, выжили только около 300 человек (к 16 июля 1944 года в городе были живы только около 200 евреев, включая и партизан), вернулось жить в город примерно 15 человек.
На могиле жертв геноцида евреев в 1965 году была уставлена стела.
В 1991 (1993) году на улице Замковой, находящейся во время войны на территории одного из двух гетто, установлена мемориальная плита в память о евреях Гродно и близлежащих населённых пунктов, убитых нацистами и их пособниками.
По правому берегу речки Городничанки на улицу Завершизна ведёт лестница из тёсаного камня. Она была сложена по приказу нацистов в 1942 — начале 1943 года узниками гетто из надгробий еврейского кладбища. На месте самого кладбища сейчас расположена автостоянка.
Опубликованы неполные списки убитых гродненских евреев.

## Гродненское гетто в искусстве

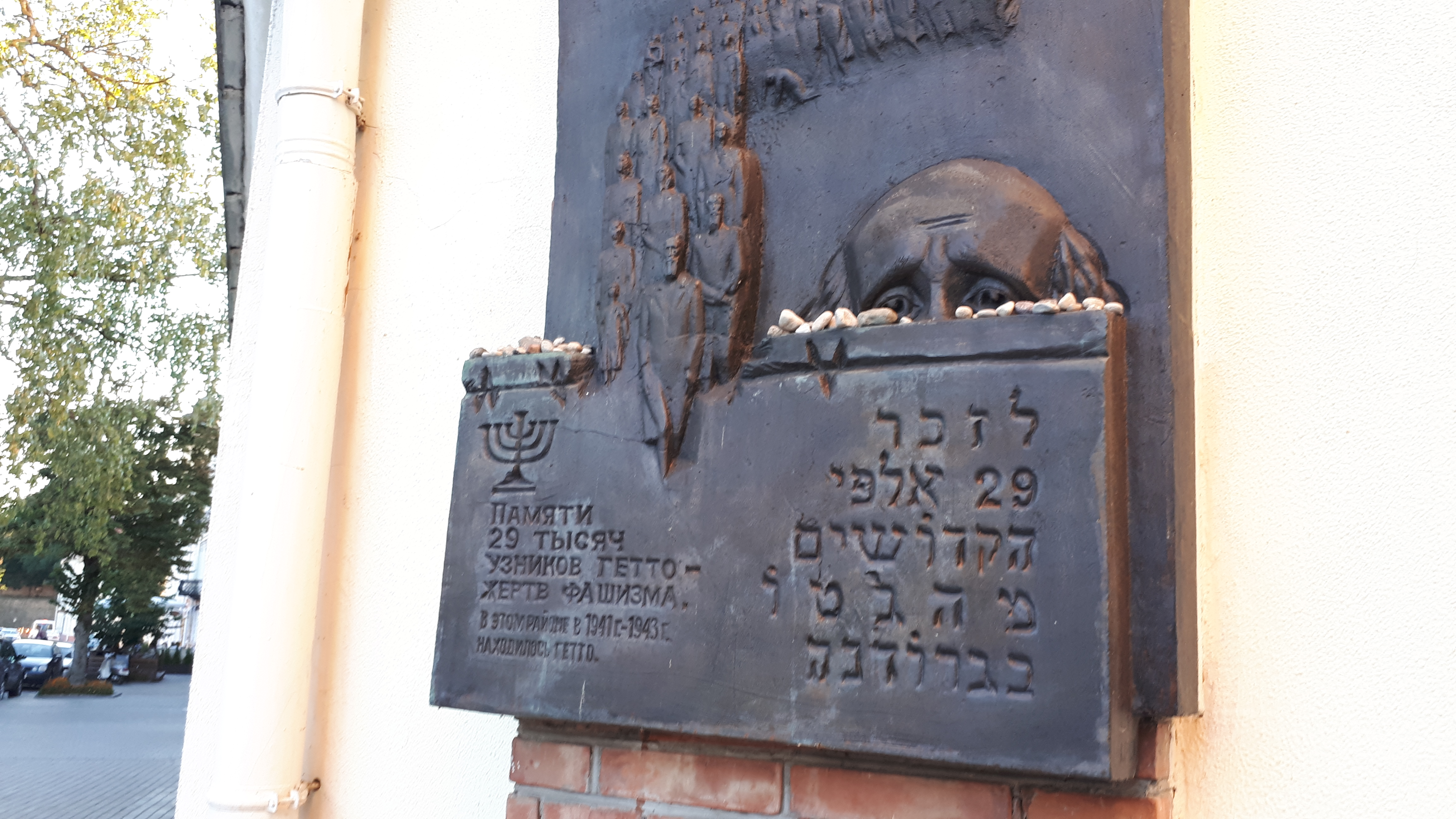
А. В. Козлов. Доска в память о гетто №1.